# 植物性飲食

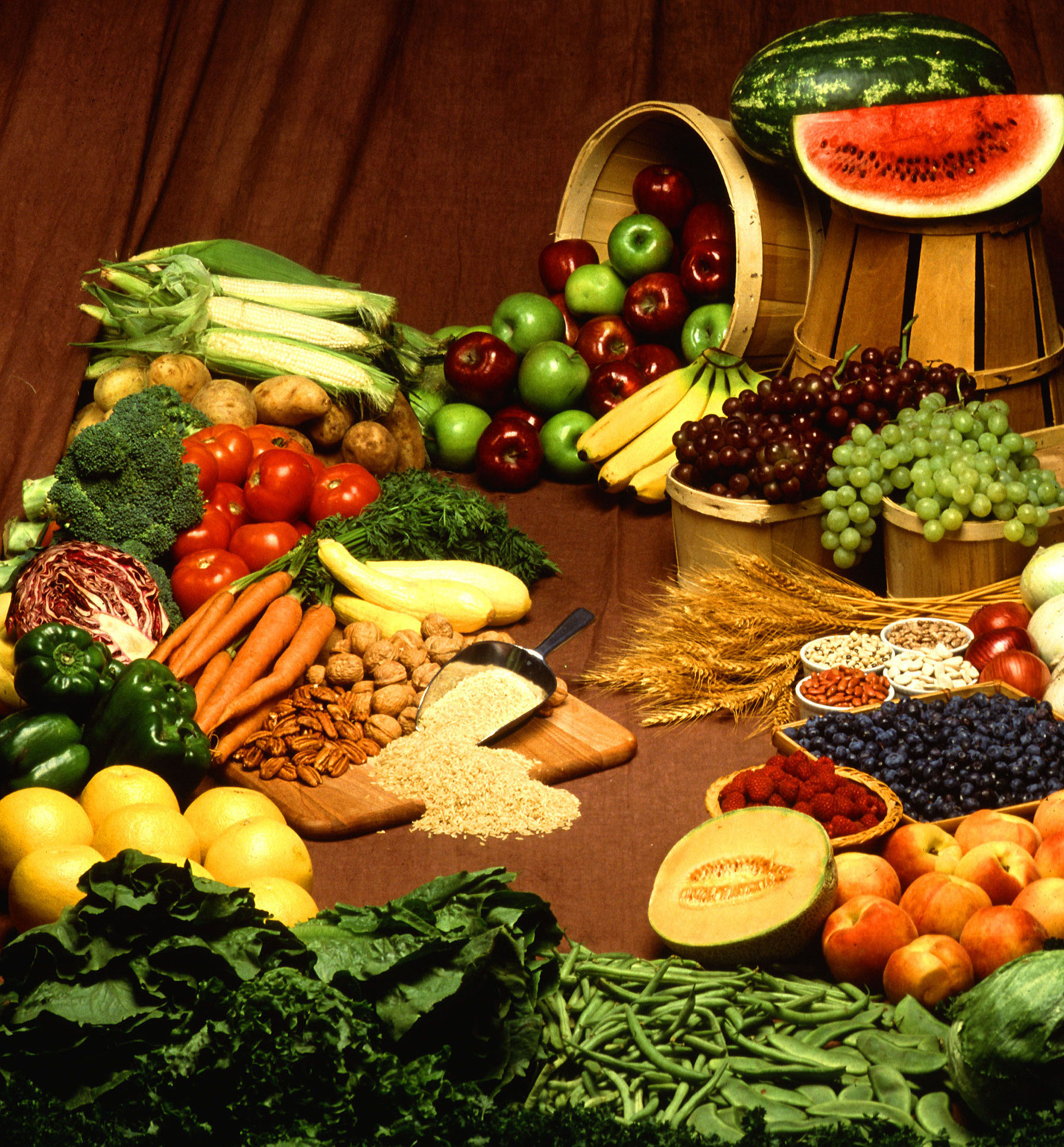
可供人類食用的植物性食物

植物性飲食是一種以植物性食物為基礎的飲食方式。這些植物包含蔬菜類、穀類、豆科類、水果類，僅含有極少或沒有動物性食品。
隨著時間的推移，這個詞語在使用上發生了變化。「植物性飲食」有時被用來指純素饮食，亦即不含任何動物性食物；或被用來指素食飲食，亦不包含蛋、奶；也被用來指不同比例動物性食物的飲食，例如半素飲食只含有少量的肉。
截至1999年，据估计全球有40亿人主要以植物性饮食的方式生活，而「耕地、淡水和能源资源的短缺」也使得這40億人的大多數只能以植物性饮食為主。

## 术语
历史上有很多例子，植物性飲食被用來指不同比例動物性食物的飲食，從完全不含任何動物性食物（也就是純素饮食），到只含少量的各種肉類。
《救命飲食》這本2005年的書，是由康乃爾大學營養生化學的名譽教授柯林·坎貝爾和他當醫師的兒子坎貝爾二世所撰寫，他们比较倾向于將植物性飲食等同于純素饮食。
在各種不同的食物來源，植物性飲食已經被用來指：
- 纯素主义：只食用蔬菜、水果、谷类、豆类、坚果等植物的纯植物性饮食。
  - 食果主義：以水果為食的純素飲食。
  - 生素食主义：以纯天然、未經烹煮和脱水等程序处理的食物為食的純素飲食。
- 素食主义：饮食以蔬菜、水果、谷类、豆类为主，可能包含有蛋类、动物乳制品、或是水生动物。
  - 蛋奶素：素食中含有蛋类和动物乳制品。
  - 蛋素：素食中含有蛋类。
  - 奶素：素食中含有动物乳制品。
  - 鱼素：素食中含有鱼类。